# Nicolai Clausen Schack
Nicolai Clausen Schack (22. september 1781 i Hillerup ved Ribe – 23. februar 1844) var en dansk præst.
Han var søn af landmand Anders Clausen Schack og Marie Nielsdatter. Han blev student fra Ribe Katedralskole 1800 og tog teologisk embedseksamen 1804, tog eksamen på pædagogisk seminarium 1806. Han blev lærer ved Det Schouboeske Institut og 1807 ordineret kateket ved Frue Kirke i København, men samme år udnævntes han til sognepræst i Sengeløse Sogn i Smørum Herred. Han disputerede 1813 for den filosofiske doktorgrad og blev 1824 provst for Smørum og Sokkelund Herreder. 1833 blev han sognepræst ved Vor Frelsers Kirke på Christianshavn. Sammen med C.H. Visby stiftede han Københavns præstekonvent. Han tog sin afsked 1844 og døde samme år. Han var Ridder af Dannebrog.
Han ægtede 1807 Tagea Dorothea Erasmi (1785-1841), datter af kommandant på Guineakysten, agent Tage Erasmi. Han har skrevet en del historiske, teologiske og landøkonomiske afhandlinger samt udgivet en revision og fortsættelse af H. Hofmans fundatssamling i seks bind (1832-1844).

## Børn
Nogle af hans børn var:
- Marie Nicolina Theodora (11. november 1814 – 25. september 1888) Marie Rovsing
- Hansine Pauline (5. april 1817 – 17. marts 1898) Hansine Andræ
- Hans Egede Schack (2. februar 1820 – 20. juli 1859)